# Glaine-Montaigut
Glaine-Montaigut – miejscowość i gmina we Francji, w regionie Owernia-Rodan-Alpy, w departamencie Puy-de-Dôme.
Według danych na rok 1990 gminę zamieszkiwało 421 osób, a gęstość zaludnienia wynosiła 33 osoby/km² (wśród 1310 gmin Owernii Glaine-Montaigut plasuje się na 453. miejscu pod względem liczby ludności, natomiast pod względem powierzchni na miejscu 708.).